# Дюпон, Дениз
Дени́з Ка́нструп Дюпо́н (дат. Denise Kanstrup Dupont; род. 24 мая 1984, Глоструп, Копенгаген) — датская кёрлингистка.
В составе женской сборной Дании участник зимних Олимпийских игр 2006, 2010, 2018, 2022 (заняли соответственно восьмое, пятое, десятое и девятое места), участник и призёр чемпионатов мира и Европы (чемпионы Европы в 2022). Многократная чемпионка Дании среди женщин. В составе смешанной сборной Дании участник чемпионата Европы 2014 (заняли пятое место). Четырёхкратная чемпионка Дании среди смешанных команд. В составе смешанной парной сборной Дании участник чемпионата мира 2015 (заняли пятое место). Чемпионка Дании среди смешанных пар. В составе юниорской женской сборной Дании участник трёх чемпионатов мира (лучший результат — четвёртое место в 2005). Пятикратная чемпионка Дании среди юниоров.
В «классическом» кёрлинге (команда из четырёх человек одного пола) играет в основном на позициях третьего и второго.

## Достижения
- Чемпионат мира по кёрлингу среди женщин: серебро (2007); бронза (2009).
- Чемпионат Европы по кёрлингу: золото (2022), серебро (2002); бронза (2003, 2005, 2008, 2009).
- Чемпионат Дании по кёрлингу среди женщин: золото (2005, 2006, 2007, 2008, 2009, 2014, 2017, 2018, 2019, 2022, 2023, 2024).
- Чемпионат Дании по кёрлингу среди смешанных команд: золото (2004, 2013, 2015, 2019).
- Чемпионат Дании по кёрлингу среди смешанных пар: золото (2015).
- Чемпионат Дании по кёрлингу среди юниоров: золото (2000, 2001, 2002, 2004, 2005).

## Команды
| Сезон                                               | Четвёртый    | Третий          | Второй          | Первый              | Запасной                                                                                  | Турниры                                                               |
| --------------------------------------------------- | ------------ | --------------- | --------------- | ------------------- | ----------------------------------------------------------------------------------------- | --------------------------------------------------------------------- |
| 1999—00                                             | Мадлен Дюпон | Дениз Дюпон     | Хелле Симонсен  | Мария Поульсен      | Sandra Gufler                                                                             | ЧДЮ 2000                                                              |
| 2000—01                                             | Мадлен Дюпон | Дениз Дюпон     | Хелле Симонсен  | Мария Поульсен      | Sandra Gufler                                                                             | ЧДЮ 2001                                                              |
| 2000—01                                             | Дениз Дюпон  | Хелле Симонсен  | Мадлен Дюпон    | Мария Поульсен      | Sandra Gufler тренер: Ким Дюпон                                                           | ЧМЮ 2001 (9 место)                                                    |
| 2001—02                                             | Мадлен Дюпон | Дениз Дюпон     | Лене Нильсен    | Хелле Симонсен      | Мария Поульсен                                                                            | ЧДЮ 2002                                                              |
| 2001—02                                             | Дениз Дюпон  | Мадлен Дюпон    | Хелле Симонсен  | Мария Поульсен      | Camilla Hansen                                                                            | ЧМЮ-Б 2002                                                            |
| 2002—03                                             | Дорте Хольм  | Малене Краусе   | Дениз Дюпон     | Лиллиан Фрёлинг     | Мадлен Дюпон тренер: Микаэль Квист                                                        | ЧЕ 2002                                                               |
| 2002—03                                             | Дорте Хольм  | Малене Краусе   | Дениз Дюпон     | Лиза Ричардсон      | Мария Поульсен тренер: Франтс Гуфлер                                                      | ЧМ 2003 (8 место)                                                     |
| 2003—04                                             | Дорте Хольм  | Малене Краусе   | Дениз Дюпон     | Camilla Hansen      | Лиза Ричардсон тренер: Яне Бидструп                                                       | ЧЕ 2003                                                               |
| 2003—04                                             | Мадлен Дюпон | Дениз Дюпон     | Лене Нильсен    | Хелле Симонсен      | Мария Поульсен                                                                            | ЧДЮ 2004                                                              |
| 2003—04                                             | Мадлен Дюпон | Дениз Дюпон     | Хелле Симонсен  | Мария Поульсен      | Лене Нильсен тренер: Ким Дюпон                                                            | ЧМЮ-Б 2004 · ЧМЮ 2004 (6 место) · ЧМ 2004 (8 место)                   |
| 2004—05                                             | Мадлен Дюпон | Дениз Дюпон     | Хелле Симонсен  | Мария Поульсен      | Лене Нильсен тренер: Ким Дюпон                                                            | ЧЕ 2004 (8 место)                                                     |
| 2004—05                                             | Мадлен Дюпон | Дениз Дюпон     | Лене Нильсен    | Хелле Симонсен      | Мария Поульсен                                                                            | ЧДЮ 2005 · ЧДЖ 2005                                                   |
| 2004—05                                             | Мадлен Дюпон | Дениз Дюпон     | Лене Нильсен    | Мария Поульсен      | Хелле Симонсен тренер: Ким Дюпон                                                          | ЧМЮ 2005 (4 место) ЧМ 2005 (9 место)                                  |
| 2005—06                                             | Дорте Хольм  | Дениз Дюпон     | Лене Нильсен    | Малене Краусе       | Мария Поульсен тренеры: Герт Ларсен (ЧЕ), Лассе Лаурсен (ЗОИ), Авияя Лунд Ярунд (ЧЕ, ЗОИ) | ЧЕ 2005 · ЗОИ 2006 (9 место)                                          |
| 2005—06                                             | Мадлен Дюпон | Камилла Йенсен  | Дениз Дюпон     | Ангелина Йенсен     | Шарлотта Хедегор тренер: Эдриан Мейкл (ЧМ)                                                | ЧДЖ 2006 · ЧМ 2006 (6 место)                                          |
| 2006—07                                             | Мадлен Дюпон | Камилла Йенсен  | Дениз Дюпон     | Ангелина Йенсен     | Шарлотта Хедегор (ЧЕ), Ане Хансен (ЧМ, ЧДЖ) тренер: Kjell-Arne Olsson                     | ЧЕ 2006 (7 место) · ЧДЖ 2007 · ЧМ 2007                                |
| 2007—08                                             | Мадлен Дюпон | Камилла Йенсен  | Дениз Дюпон     | Ангелина Йенсен     | Ане Хансен тренер: Kjell-Arne Olsson                                                      | ЧДЖ 2008 · ЧМ 2008 (5 место)                                          |
| 2008—09                                             | Мадлен Дюпон | Дениз Дюпон     | Ангелина Йенсен | Камилла Йенсен      | Ане Хансен тренер: Kjell-Arne Olsson                                                      | ЧЕ 2008                                                               |
| 2008—09                                             | Мадлен Дюпон | Камилла Йенсен  | Дениз Дюпон     | Ангелина Йенсен     | Ане Хансен тренер: Kjell-Arne Olsson                                                      | ЧДЖ 2009 · ЧМ 2009                                                    |
| 2009—10                                             | Мадлен Дюпон | Дениз Дюпон     | Ангелина Йенсен | Камилла Йенсен      | Ане Хансен тренеры: Kjell-Arne Olsson (ЧЕ, ЗОИ), Рене Зонненберг (ЗОИ)                    | ЧЕ 2009 · ЗОИ 2010 (5 место)                                          |
| 2009—10                                             | Мадлен Дюпон | Камилла Йенсен  | Дениз Дюпон     | Ангелина Йенсен     | Ивана Братич тренер: Рене Зонненберг                                                      | ЧМ 2010 (6 место)                                                     |
| 2011—12                                             | Мадлен Дюпон | Дениз Дюпон     | Кристин Свенсен | Лина Кнудсен        |                                                                                           |                                                                       |
| 2012—13                                             | Мадлен Дюпон | Дениз Дюпон     | Кристин Свенсен | Лина Кнудсен        |                                                                                           | ЧДЖ 2013                                                              |
| 2013—14                                             | Мадлен Дюпон | Дениз Дюпон     | Кристин Свенсен | Лина Кнудсен        | Изабелла Клемменсен (ЧМ) тренер: Millard Evans                                            | ЧДЖ 2014 · ЧМ 2014 (10 место)                                         |
| 2015—16                                             | Мадлен Дюпон | Кристин Свенсен | Дениз Дюпон     | Лина Кнудсен        |                                                                                           | ЧДЖ 2016                                                              |
| 2016—17                                             | Лене Нильсен | Мадлен Дюпон    | Стефани Рисдаль | Шарлотта Клемменсен | Дениз Дюпон тренер: Ульрик Шмидт                                                          | ЧЕ 2016 (5 место) · ЧДЖ 2017 · ЧМ 2017 (12 место)                     |
| 2017—18                                             | Мадлен Дюпон | Дениз Дюпон     | Юли Хёг         | Матильда Хальсе     | Лина Кнудсен тренеры (ЧЕ, ЗОИ): Ульрик Шмидт, Миккель Краусе                              | ЧЕ 2017 (8 место) · ЧДЖ 2018 · ЗОИ 2018 (10 место)                    |
| 2018—19                                             | Мадлен Дюпон | Дениз Дюпон     | Юли Хёг         | Матильда Хальсе     | Лина Кнудсен тренер: Ульрик Шмидт                                                         | ЧЕ 2018 (7 место)                                                     |
| 2018—19                                             | Мадлен Дюпон | Дениз Дюпон     | Юли Хёг         | Лина Кнудсен        | Габриэлла Квист (ЧМ) тренер: Ульрик Шмидт (ЧМ)                                            | ЧДЖ 2019 · ЧМ 2019 (11 место)                                         |
| 2020—21                                             | Мадлен Дюпон | Матильда Хальсе | Дениз Дюпон     | Лина Кнудсен        | Мю Ларсен тренер: Хизер Роджерс                                                           | ЧМ 2021 (5 место)                                                     |
| 2021—22                                             | Мадлен Дюпон | Матильда Хальсе | Дениз Дюпон     | Мю Ларсен           | Ясмин Ландер тренер: Хизер Роджерс (ЧЕ, ЗОИ, ЧМ)                                          | ЧЕ 2021 (8 место) · ЗОИ 2022 (9 место) · ЧДЖ 2022 · ЧМ 2022 (6 место) |
| 2022—23                                             | Мадлен Дюпон | Матильда Хальсе | Дениз Дюпон     | Мю Ларсен           | Ясмин Ландер тренер: Ульрик Шмидт (ЧЕ, ЧМ)                                                | ЧЕ 2022 · ЧДЖ 2023 · ЧМ 2023 (11 место)                               |
| 2023—24                                             | Мадлен Дюпон | Матильда Хальсе | Ясмин Ландер    | Мю Ларсен           | Дениз Дюпон тренер: Ульрик Шмидт                                                          | ЧЕ 2023 (7 место)                                                     |
| 2023—24                                             | Мадлен Дюпон | Матильда Хальсе | Дениз Дюпон     | Мю Ларсен           | Ясмин Ландер тренер: Ульрик Шмидт (ЧМ)                                                    | ЧДЖ 2024 · ЧМ 2024 (6 место)                                          |
| 2024—25                                             | Мадлен Дюпон | Матильда Хальсе | Дениз Дюпон     | Мю Ларсен           | Ясмин Хольтерман тренер: Ульрик Шмидт                                                     | ЧЕ 2024 (5 место) ЧМ 2025 (7 место)                                   |
| Кёрлинг среди смешанных команд (mixed curling)      |              |                 |                 |                     |                                                                                           |                                                                       |
| 2003—04                                             | Мадлен Дюпон | Миккель Краусе  | Дениз Дюпон     | Dennis Hansen       |                                                                                           | ЧДСК 2004                                                             |
| 2012—13                                             | Мадлен Дюпон | Миккель Краусе  | Дениз Дюпон     | Dennis Hansen       |                                                                                           | ЧДСК 2013                                                             |
| 2014—15                                             | Мадлен Дюпон | Миккель Краусе  | Дениз Дюпон     | Dennis Hansen       | тренер: Оливер Дюпон                                                                      | ЧЕСК 2014 (5 место)                                                   |
| 2014—15                                             | Мадлен Дюпон | Миккель Краусе  | Дениз Дюпон     | Ульрик Дамм         |                                                                                           | ЧДСК 2015                                                             |
| Кёрлинг среди смешанных пар (mixed doubles curling) |              |                 |                 |                     |                                                                                           |                                                                       |
| 2014—15                                             | Оливер Дюпон | Дениз Дюпон     |                 |                     | тренер: Ульрик Дамм (ЧМСП)                                                                | ЧДСП 2015 · ЧМСП 2015 (5 место)                                       |

(скипы выделены полужирным шрифтом)

## Частная жизнь
Из семьи кёрлингистов (один из самых известных кёрлинг-«кланов» в Дании). Отец, Ким Дюпон, выступал за юниорскую мужскую сборную Дании на чемпионате мира среди юниоров 1980 и 1981. Мать, Гитте Ларсен — бронзовый призёр чемпионата мира 1990. С младшей сестрой Мадлен Дениз много лет играет в одной команде, на Олимпийских играх, чемпионатах мира и Европы, с братом Оливером Дениз играла на чемпионате мира в смешанной паре.
Начала заниматься кёрлингом в 1998 году в возрасте 14 лет.